# 花鳥風月 (ネット対戦麻雀)
花鳥風月（かちょうふうげつ）は、2009年5月にサービスを開始した4人対戦型のオンライン対戦麻雀サイトである。ゲーム内では自身はアバターで表示される。チャット機能あり。
無料で遊ぶことができるが、アバターやアイテムは電子マネー等が必要である。現在はサービスを終了している。